# Бад-Ишль
Бад-Ишль (нем. Bad Ischl, бав. Båd Ischl) — город в Австрии, в федеральной земле Верхняя Австрия, бальнеогрязевой горный курорт в лесной зоне. Город расположен на берегу реки Траун (правый приток Дуная) при впадении в неё небольшой речки Ишль.

## География

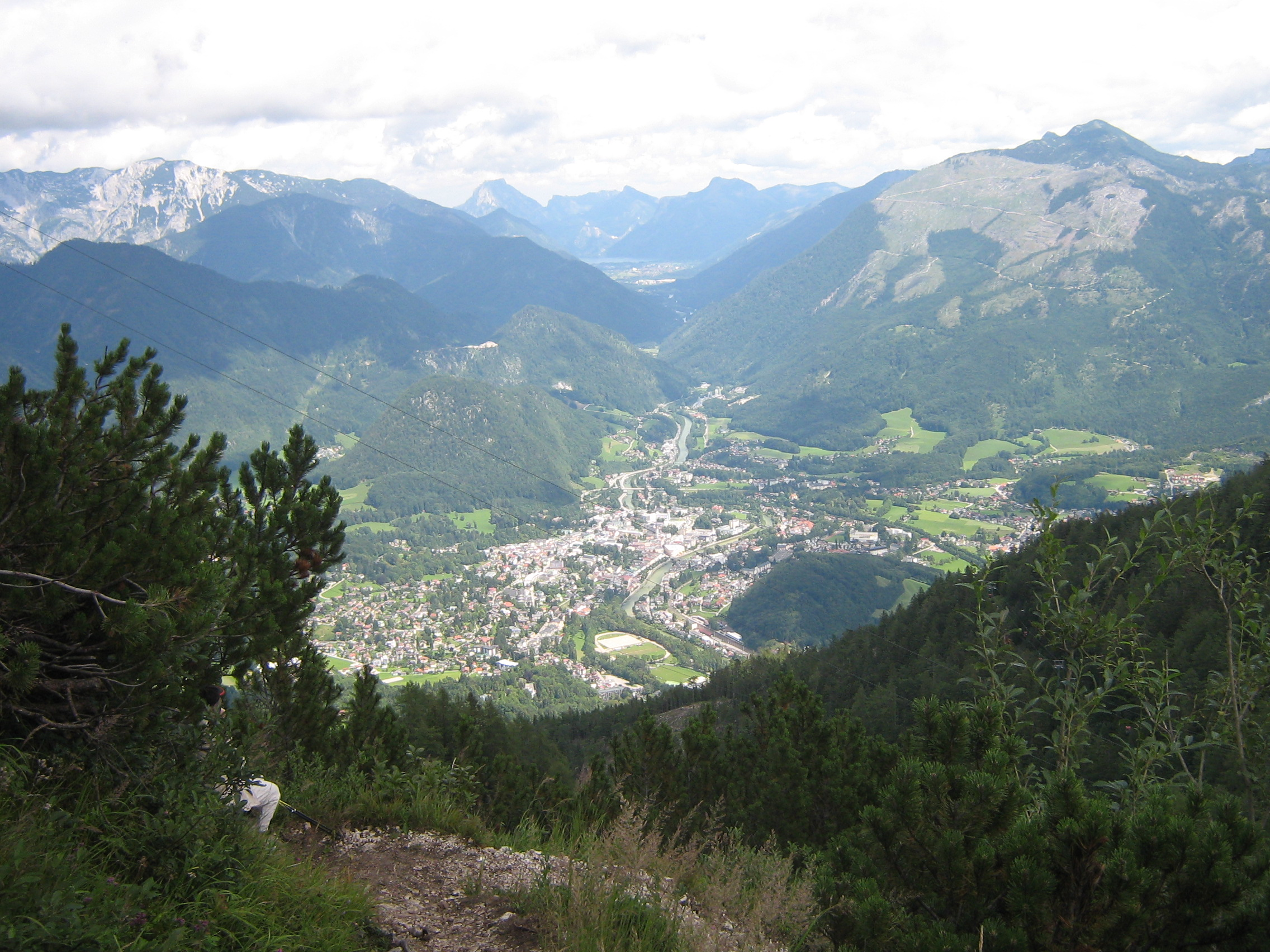
Вид с горы Катрина на Бад-Ишль

Бад-Ишль расположен в курортном районе Зальцкаммергут (нем. Salzkammergut — имущество Соляной палаты), в центре горного массива Восточные Альпы, на высоте 469 м, на берегу рек Траун и Ишль.

### Курортные факторы
Сульфатные, хлоридные (27 г/л), натриевые и сульфидные (0,912 г/л) воды используются для принятия ванн и питьевого лечения при заболеваниях органов пищеварения, нервной системы и гинекологических болезнях. Иловые сульфидные грязи применяются для аппликаций и обёртываний. Работают специализированные отделения для лечения детей. Имеется курортная поликлиника с диагностическими возможностями.

## История

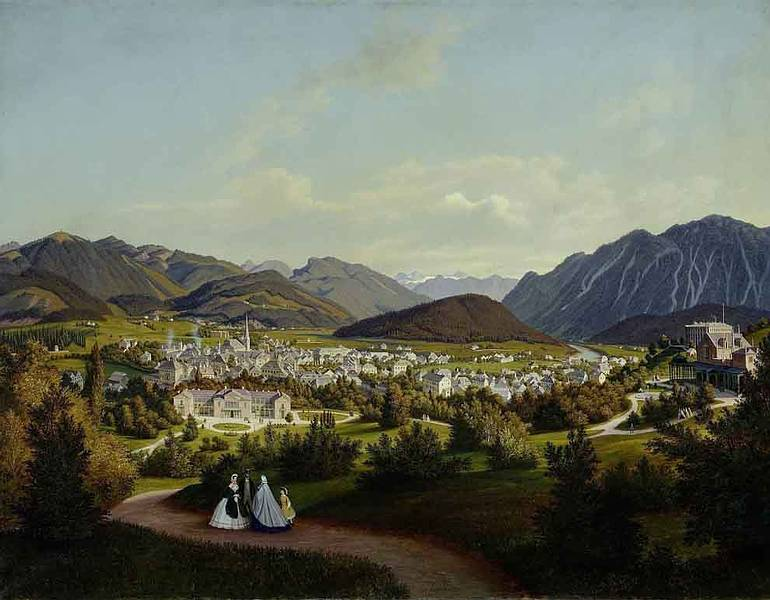
Хуберт Саттлер.
Вид на Бад-Ишль из сада императорской виллы.
Масло, 1863

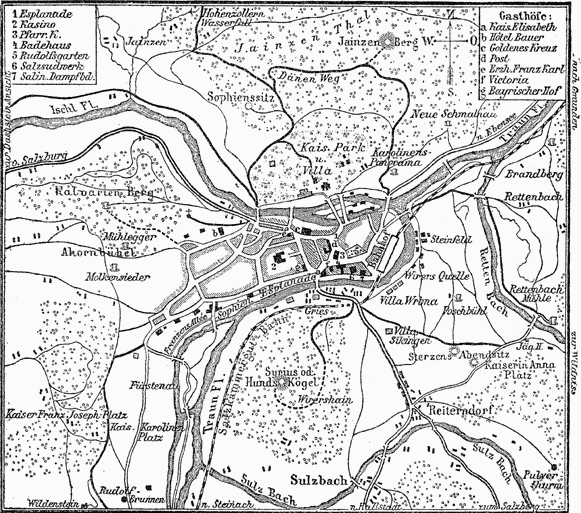
Карта города Бад-Ишль.
1888 год

Изначально Бад-Ишль был центром торговли солью, разрабатываемой во многих рудниках в регионе вокруг.
Маленький провинциальный городок стал превращаться в популярный курорт в 1823 году. В те времена минеральные ванны устраивались на морском побережье. Местные доктора исследовав состав источников пришли к выводу, что минеральный состав очень схож с морской водой, а более высокая минерализация будет способствовать большему лечебному эффекту.
Всеобщее признание пришло Бад-Ишлю в 1827 году, когда стал известен факт успешного излечения от бесплодия супружеской пары Габсбургов — Франц Карл, эрцгерцог австрийский и эрцгерцогини София (результатом лечения стало появление на свет будущего императора и троих его братьев). В 1849 году курорт впервые посетил император Франц Иосиф I, здесь же состоялась его встреча с будущей супругой Елизаветой (Сиси), а в 1853 году — их помолвка. В 1875—1914 годах императорская чета проводила лето на Императорской вилле в Бад-Ишле, которую Франц Иосиф I называл «раем на земле». Здесь он по традиции отмечал свой день рождения. Многие знаменитости, дворяне, государственные мужи и деятели искусств переезжали тогда в Ишль. Композитор Франц Легар жил здесь и написал 24 оперетты. В 1920 году Бад-Ишль был провозглашен лечебным курортом.

## Достопримечательности

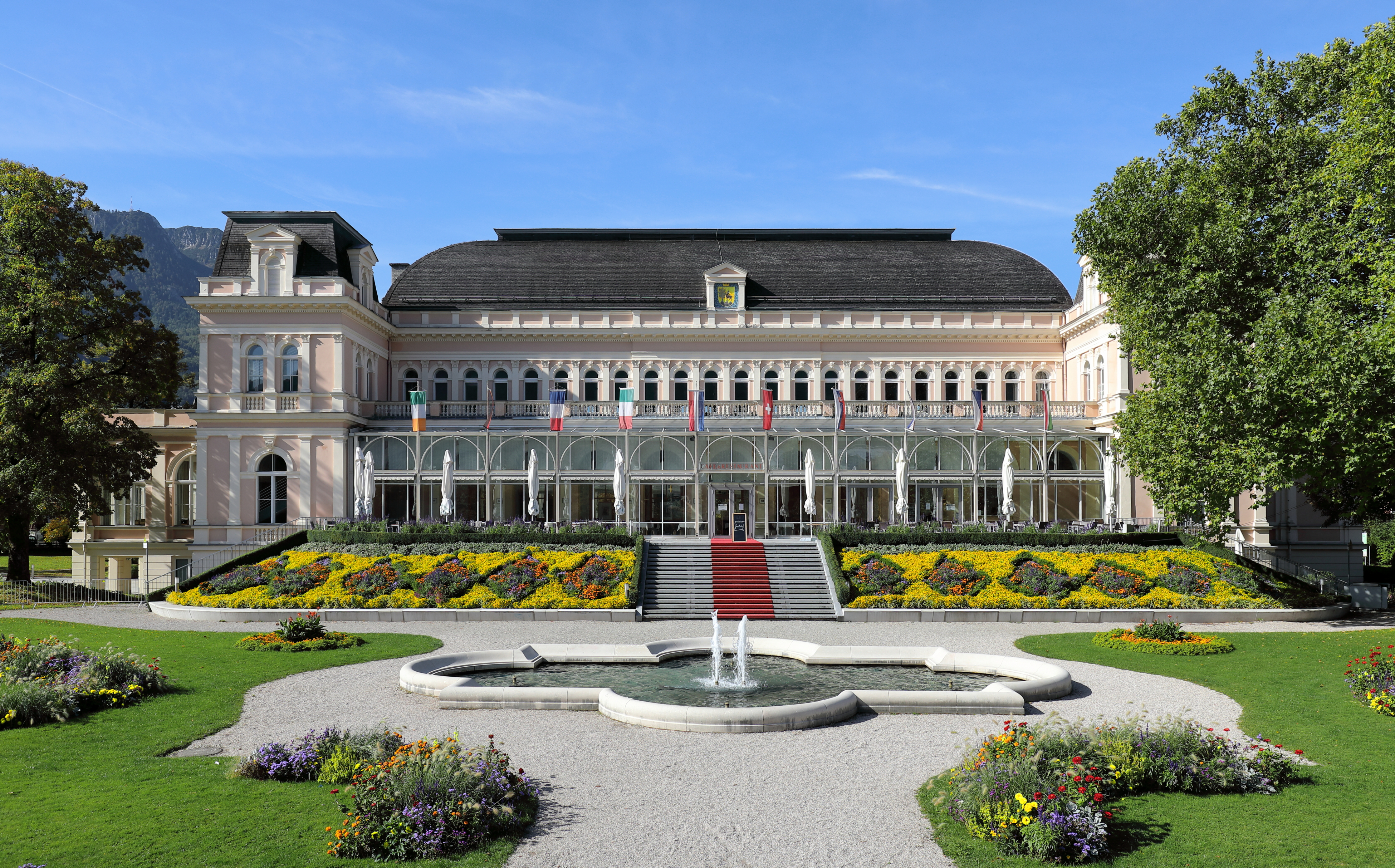
Курхаус

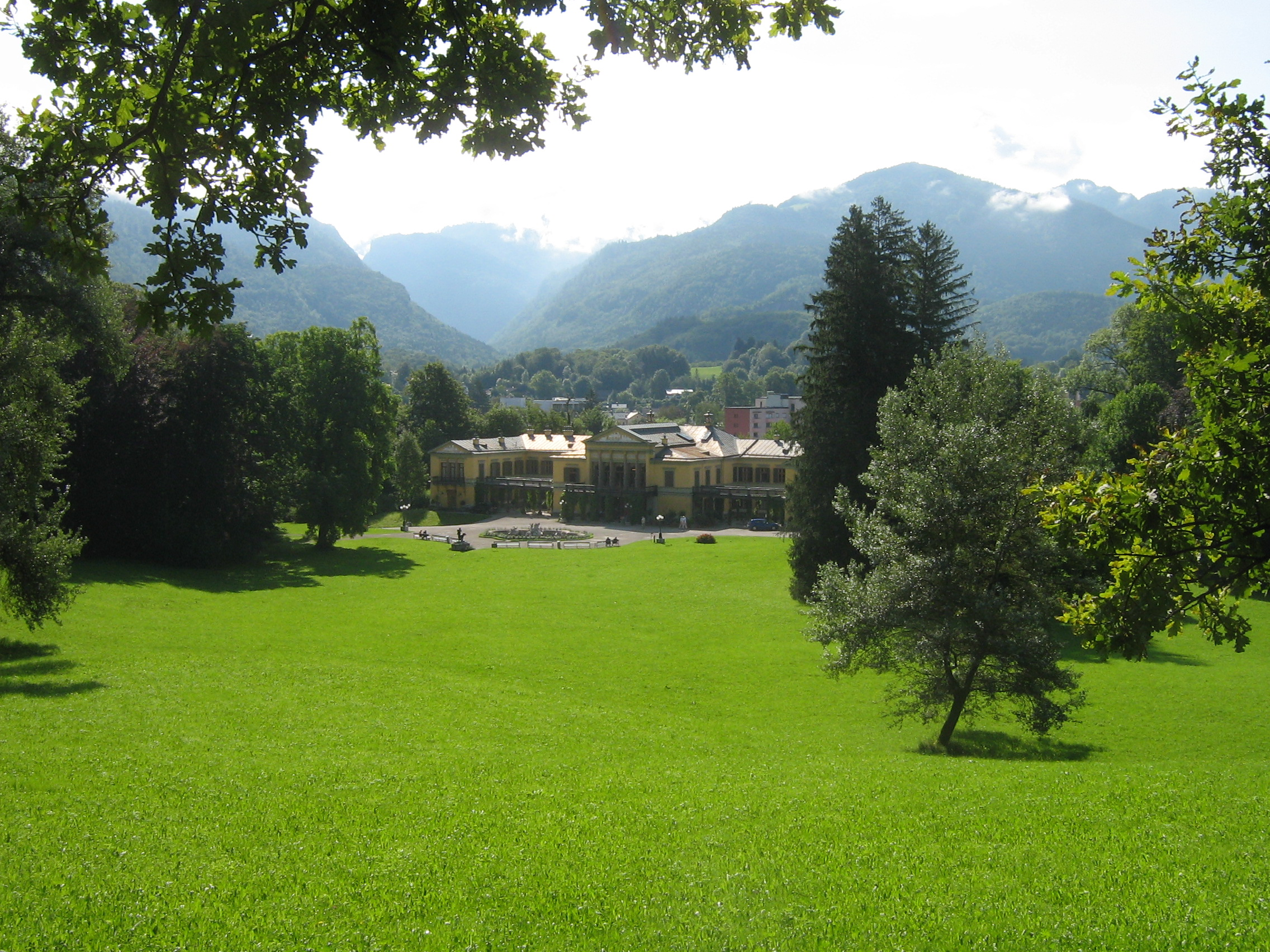
Вилла кайзера

- Императорская вилла — бывшая летняя резиденция семьи императора Франца-Иосифа и его жены Елизаветы (Сиси).
- Мраморный замок — сейчас фото-музей.
- Вилла Легара — раньше резиденция знаменитого композитора, автора оперетт Франца Легара.
- Музей города Бад-Ишля — краеведческий музей. Представлена информация об истории добычи соли, этнографии и пр.
- Музей технологии — показывающий все виды транспорта.
- Гора Катрин (1542 м) с канатной дорогой — с видом на озёра всего района, вершину горы «Дахштайн»(3000 м) и его ледники.

## Города-побратимы
- Гёдёллё